# Августа Мец
Кунігунда Августа Доротея Мец, уроджена Рафенштайн (Kunigunde Auguste Dorothee Metz (Ravenstein); 28 липня 1836, Франкфурт-на-Майні — 22 листопада 1922, Ганновер) — німецька викладачка гімнастики та фізіотерапевт.

## Біографія
Августа була дочкою Фрідріха Августа Рафенштайна, директора громадського інституту гімнастики у Франкфурті-на-Майні та засновника першого франкфуртського гімнастичного клубу, який також виступав за жіночу гімнастику для дівчаток. У листопаді 1855 року вона вийшла заміж за гімнаста Франца Вільгельма Меца, який став відомий як «батько гімнастики Нижньої Саксонії». У пари було семеро детей.
У 1856 році Августа Мец була першою вчителькою гімнастики, яка отримала дозвіл від міської ради Ганновера давати приватні уроки гімнастики в «Школі старших дочок в Егідієнторі» за спеціальною рекомендацією пастора Германа Вільгельма Бедекера, який захоплено писав: «Вона теж плаває, наче риба». Наступного року Августа відкрила курси гімнастики для дівчаток на Гільдесгаймерштрассе і давала уроки в інших школах.
В 1857/58 роках Мец давала уроки гімнастики дівчаткам у Ганноверській вищій школі для сліпих дівчат. Одного разу вона влаштувала спеціалізований нічний бал і показала, що бідні сліпі дівчата навчилися правильно танцювати.
В 1862 році разом з чоловіком заснувала у своїй квартирі «заклад лікувальної гімнастики».

## Нагороди
- Хрест «За заслуги» для жінок та дівчат (1872)[8]

## Вшанування пам'яті
В 2000 році в районі Ганновера Ботфельді була закладена дорога Августи Рафенштайн (Auguste-Ravenstein-Weg).